# Козельці великі
Козельці великі (лат. Tragopogon major), родина Складноцвіті (лат. Asteraceae).
Назва рослини, очевидно, пов'язана з його супліддями, побудованими аналогічно кульбабі, але в кілька разів більшого діаметра — м'якими й пухнастими, як хутро козла. Стебла, однак, несхожі на гнучкі цвітоноси кульбаби: у козельців вони прямі, іноді досить високі, та вкриті вузьким листям. Суцвіття направлені на сонце та відкриті лише у першій половині дня.
Корені козельців за вмістом крохмалю, інуліну та білків, та іншим критеріям харчової цінності у цілому не поступаються визнаним овочам. Але, на жаль, через вміст молочного соку вони надто гіркі на смак. Трава є кормом для худоби.